# Ptychadena retropunctata
Ptychadena retropunctata es una especie  de anfibios de la familia Ranidae.

## Distribución geográfica
Se encuentra en Guinea, Liberia, Sierra Leona y, posiblemente en Costa de Marfil.

## Estado de conservación
Se encuentra amenazada de extinción por la pérdida de su hábitat natural.